# Henry Hastings (5e comte de Huntingdon)
Henry Hastings, 5e comte de Huntingdon (24 avril 1586 – 14 novembre 1643), est un noble anglais et patron littéraire en Angleterre au cours de la première moitié du dix-septième siècle.

## Biographie
Il est né à Ashby-de-la-Zouch, Leicestershire, l'un des trois fils de François Hastings, baron Hastings, et Sarah Harrington. Henry est un arrière-arrière-arrière-petit-fils de la comtesse de Salisbury.
Henry Hastings fait ses études à gray's Inn. En 1595, le père d'Henri, Francis, meurt, et il est amené à succéder à son grand-père, George Hastings (4e comte de Huntingdon), qui meurt le 31 décembre 1604. En 1607, à l'âge de 21 ans, il commande les forces de la répression de la révolte des Midland. Le 5e comte occupe beaucoup de postes dans le comté de Leicestershire, Lancashire, et de Rutland, notamment Lord Lieutenant de Leicester et de Rutland, de 1614 à 1642. Il est également membre de la Virginia Company.

## Mariage
Le 15 janvier 1601, il épouse Elizabeth Stanley (1588–1633), le troisième et plus jeune fille de Ferdinando Stanley, et de Alice Spencer. Sa femme est une arrière-arrière-petite-fille de Marie Tudor. Elle est, à un moment, en troisième position dans la ligne de succession au trône d'Angleterre. Cependant, elle et ses deux sœurs plus âgées sont écartées au profit de Jacques VI d'Écosse.
Ils conservent leur siège familial au château d'Ashby-de-la-Zouch dans le Leicestershire et, ensemble, ont quatre enfants, :
- Alice Hastings (1606-1667), épouse de Gervase de Clifton, 1er baronnet ; morte sans enfants.
- Ferdinando Hastings (18 janvier 1608 – 13 février 1655), marié à Lucie Davies.
- Henry Hastings (1er baron Loughborough), de Loughborough (28 septembre 1610 – 10 janvier 1666).
- Elizabeth Hastings (né ca. 1605), épouse de Hugh Calverley; morte sans enfants.

## Patronage
Il est un chef de file reconnu du mouvement Puritain et un critique de la politique de la Maison Stuart, Hastings est également un patron de la scène dramatique, comparable à ses contemporains les comtes de Pembroke–William Herbert, 3e comte, et Philippe Herbert, 4e comte. Hastings est connu comme le plus important patron aristocratique des dramaturges Francis Beaumont et John Fletcher. (Hastings et de Beaumont sont cousins éloignés). Il fréquente d'autres dramaturges de l'époque, notamment John Marston.
À sa mort en 1643, Henry Hastings est remplacé par son fils aîné, Ferdinando Hastings, 6e comte.

## Sources
- Doyle, James William Edmund. Le Baronage officiel de l'Angleterre.  Londres, Longmans, Green, 1886.
- Finkelpearl, Philip J. La Cour et la Politique du Pays dans les pièces de Beaumont et Fletcher.  Princeton, NJ, Princeton University Press, 1990.
- McMullan, Gordon. La Politique de Malaise dans lle jeu de John Fletcher.  Amherst, MA, Université de Massachusetts Press, 1994.